# 3 Pułk Lotnictwa Szturmowego

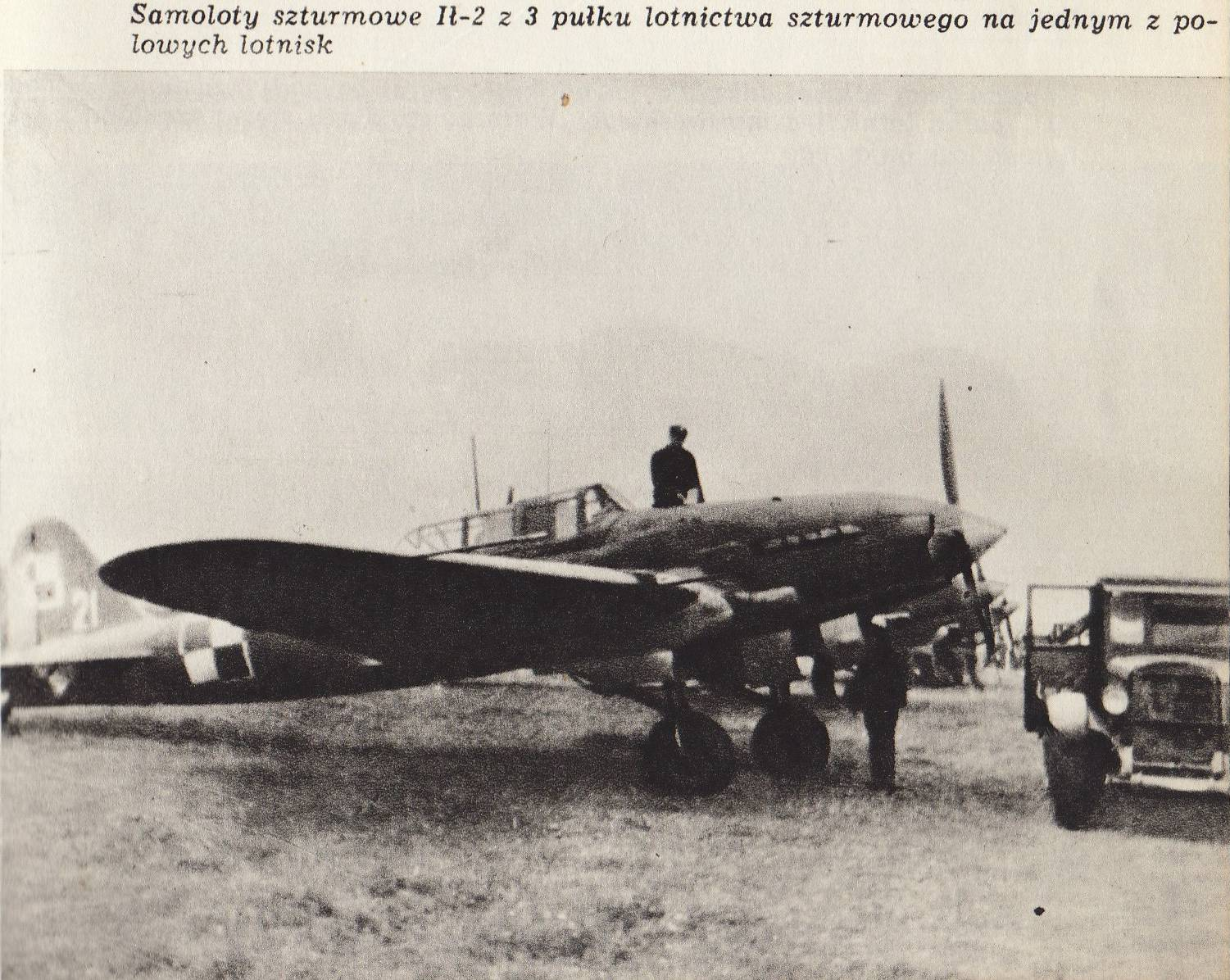
Ił-2 w barwach 3 Pułku Lotnictwa Szturmowego na lotnisku polowym

3 Pułk Lotnictwa Szturmowego (3 plsz) – oddział lotnictwa szturmowego ludowego Wojska Polskiego.

## Formowanie i zmiany organizacyjne
W 1942(1) roku zorganizowano, wyposażony w samoloty R-5, radziecki 611 Pułk Lotnictwa Szturmowego. Od maja 1942 roku na uzbrojenie pułku weszły samoloty typu Ił-2. 
W sierpniu 1944 roku jednostka została odkomenderowana z radzieckiej 6 Armii Lotniczej do ludowego Wojska Polskiego. 30 sierpnia pułk został włączony w skład 1 Dywizji Lotniczej. 
Według etatu nr 015/282 w pułku miało być 228 osób oraz 32 samoloty Ił-2 i dwa samoloty szkolno–treningowe. We wrześniu 1944 roku, w skład jednostki wchodziło 199 osób, 32 samoloty Ił-2, jeden samolot Po-2. Pierwsi Polacy, strzelcy pokładowi, zostali skierowani do pułku w październiku 1944 roku.
Jesienią 1944 roku zmieniono nazwę pułku z 611 Pułku Lotnictwa Szturmowego na 3 Pułk Lotnictwa Szturmowego.
19 sierpnia 1944 roku pułk został przeniesiony na lotnisko frontowe Stare Zadybie, skąd wszedł do walki.
W styczniu 1946 roku 3 Pułk Lotnictwa Szturmowego został przeformowany na nowy etat nr 6/40 o stanie 305 wojskowych i 1 pracownika kontraktowego i przemianowany na 5 Pułk Lotnictwa Szturmowego.
Jego tradycje kontynuował m.in. 3 Pomorski Lotniczy Pułk Szkolno-Bojowy.

## Działania bojowe
23 sierpnia 1944 roku, w rejonie przyczółka warecko–magnuszewskiego, pułk wykonał swój pierwszy lot bojowy jako jednostka Wojska Polskiego.
Od 16 września pułk niszczył środki ogniowe wojsk niemieckich rozmieszczonych w Warszawie. Od 15 października wspierał natarcie wojsk polskich i radzieckich na kierunku Jabłonny i Legionowa. Począwszy od 16 stycznia 1945 roku 3 Pułk Lotnictwa Szturmowego wziął udział w operacji warszawskiej.
Pod koniec stycznia pułk przebazowano na lotnisko Sanniki, a na początku lutego do Bydgoszczy. Od 9 do 14 lutego załogi zwalczały okrążonego nieprzyjaciela w Pile i atakowały kolumny w rejonie Czerska, Tucholi, Szczecinka i Białogardu.
W okresie od 23 sierpnia 1944 roku do 28 lutego 1945 roku pułk wykonał 713 lotów bojowych, zrzucając 117 ton bomb, niszcząc i uszkadzając 428 samochodów, 238 pojazdów trakcji konnej, 179 wagonów, 16 parowozów, 9 cystern kolejowych, 66 dział artyleryjskich.
Na początku marca eskadry pułku działały w rejonie: Żabin, Żabinek, Wierzchowo, Osiek Drawski, Borujsko, gdzie wspierały oddziały 1 Armii Wojska Polskiego podczas przełamywania Wału Pomorskiego.
Od 5 marca pułk przebazowywał się na lotnisko w okolicy Mirosławca, a od 9 marca wykonywał uderzenia w ramach bitwy o Kołobrzeg. Zatopił m.in. okręt transportowy „Borisi”.
W drugiej połowie marca szturmowce pułku wykonały uderzenia na wykryte wyrzutnie rakiet balistycznych V–2 na Wyspie Chrząszczewskiej.
14 kwietnia pułk przesunięto na kierunek berliński na lotnisko Barnówko. Stąd od 16 kwietnia wykonywał naloty na kierunku Gozdowice, Oranienburg. 24 kwietnia przebazował się na lotnisko koło Steinbeck i dokonywał nalotów na ugrupowania przeciwnika w rejonie Fehrbellin, Lentzke.
30 kwietnia ponownie zmienił lotnisko na Vehlefanz i prowadził działania w rejonie: Segeletz, Rhinow i Friesack, a 2 maja 1945 roku z lotniska w Mothlow wykonywał naloty na rejon Wulkau, Havelberg.
Ogółem na szlaku bojowym od Wisły do Łaby pułk wykonał ponad 1100 lotów bojowych niszcząc 672 samochody, 13 czołgów, 2 samoloty, 15 parowozów, 179 wagonów i 9 cystern z paliwem, 1 okręt transportowy, 4 barki, 110 dział. Poległo pięciu pilotów i siedmiu strzelców pokładowych, siedmiu lotników odniosło rany, 18 samolotów zostało uszkodzonych lub zniszczonych.
Za aktywny udział w wojnie z hitlerowskimi Niemcami oraz uzyskanie dobrych rezultatów w działaniach bojowych 3 Pułk Lotnictwa Szturmowego został odznaczony Orderem Virtuti Militari V klasy.

## Obsada personalna pułku
Obsadę personalną pułku podano za: Czesław Krzemiński: Pułki Ludowego Lotnictwa Polskiego. s. 76.
- dowódca pułku	– ppłk Jan Mironow
- zastępca dowódcy do spraw polityczno–wychowawczych – ppłk Jerzy Tiutiunik
- szef sztabu – mjr Jan Niczyporuk
- zastępca dowódcy pułku do spraw eksploatacji sprzętu lotniczego – kpt. Sergiusz Mironow
- pomocnik dowódcy pułku do spraw strzelania powietrznego – kpt. Michał Stupak
- nawigator pułku – mjr Piotr Koźlenko
- inżynier do spraw uzbrojenia – kpt. Eugeniusz Tarasewicz
- inżynier do spraw osprzętu – por. Abram Szmuner
- szef łączności – kpt. Eugeniusz Frańczuk
- starszy lekarz pułku – mjr lradion Nieszsadze
- zastępca szefa sztabu do spraw operacyjno–rozpoznawczych – por. Aleksander Zujew